# 타나호

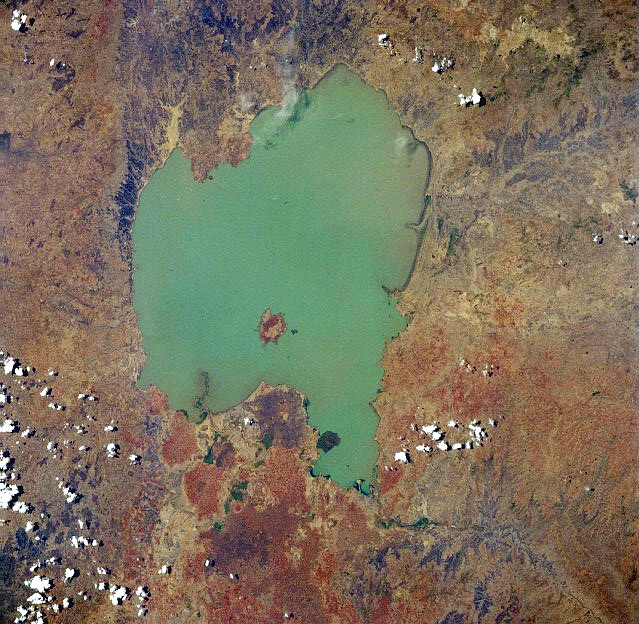
타나호의 실제 지리

타나호(암하라어: ጣና ሐይቅ)는 아프리카의 동부이자 에티오피아의 북부 지대인 에티오피아 고원에 자리잡은 호수이다. 에티오피아에서 가장 큰 호수로, 청나일강의 원류이다.